# 梅峰毛螢金花蟲
梅峰毛螢金花蟲（学名：Pyrrhalta meifena）为金花蟲科毛螢金花蟲屬下的一个种。